# Quelle care figliole
Quelle care figliole (Death my Darling Daughters) è un romanzo giallo del 1945 scritto da Jonathan Stagge (pseudonimo del duo di giallisti già operanti come Patrick Quentin); è il settimo della serie con protagonisti il dottor Hugh Westlake e la figlia Dawn.

## Trama
È finita la guerra e Kenmore, la cittadina in cui il dottor Westlake è medico condotto, sta ritornando alla vita. Soprattutto è stata riaperta la residenza storica, quella in cui soggiornava d’estate un vice-presidente degli Stati Uniti d’inizio secolo, Benjamin Hilton.
Vi soggiornano la figlia di Hilton, Emily, e le sue due figlie, Perdìta e Rosalind, e hanno invitato altri parenti ed amici. Tra i parenti, gli altri due figli di Benjamin: la sorella di Emily, Belle, con suo marito, il celebre tossicologo Kenton-Oakes; e soprattutto il fratello George, scienziato, con la moglie Janie e la figlia Helena. Tra gli amici, la dottoressa Stahl, profuga austriaca che sta studiando una serie di veleni a base di cianuro contro i topi; l’assistente di George Hilton, Vic Roberts; e infine, il dottor Westlake con sua figlia Dawn.
Nonostante l'apparenza idilliaca, dietro la facciata nella famiglia Hilton covano vecchi e nuovi rancori. Molte sono le persone che hanno motivo di risentimento verso George: il testamento del padre Benjamin ha nominato unico erede solo il figlio maschio, e non le due sorelle. Solo lui è ricco e gli altri dipendono da lui; dalla sua morte, quindi, tutti gli altri parenti ricaverebbero consistenti lasciti. E George non è particolarmente generoso con la famiglia: è tutto concentrato sul proprio lavoro, e sulle sue scoperte: ma la più celebre di queste, sulla penicillina, non è merito suo, bensì del suo assistente Vic Roberts, a cui George l'ha sottratta e che continua a vivere nella sua ombra.
Un primo tentativo di eliminare George viene compiuto prima del suo arrivo a Kenmore: qualcuno ha mischiato vetro triturato alla fecola somministratogli dopo una congestione gastrica, che per fortuna lui non ha assunto. Solo la vecchia Nanny, la governante, ha capito chi possa essere stato. Non ha denunciato il colpevole, ma lo ha avvisato di non riprovarci, e conserva la fecola alterata come prova. Un bel giorno però Nanny muore a causa di un tè corretto al cianuro.
Potrebbe essere stato un incidente, perché era Nanny a lucidare l’argenteria in casa, e per farlo usava prodotti a base di cianuro: è possibile che la teiera da cui ha bevuto non sia stata ripulita bene e un residuo di prodotto accidentalmente l'abbia uccisa? In realtà è presto chiaro che la morte di Nanny è un omicidio, perché anche Belle ha bevuto del tè con Nanny, dopo che la teiera era stata lucidata, e lei non è morta. Dunque qualcuno ha aggiunto il cianuro a bella posta. E il motivo non può che essere quanto l'anziana domestica sapeva sul tentativo di omicidio ai danni di George, ovviamente perpetrato da qualcuno della famiglia. E questo qualcuno intende riprovarci. Ad un concerto organizzato per far esibire le due figlie di Belle e la piccola Dawn, tutte e tre addestrate dalla dottoressa Stahl, interviene anche George suonando il flauto. Ma dopo poche note, si accascia a terra morto. Avvelenato anche lui col cianuro, di cui era stata cosparsa l'ancia dello strumento. 
Con due morti, è ormai chiaro che la famiglia si trova di fronte ad un assassino tra i suoi membri. Toccherà come sempre al dottor Westlake, coadiuvato dai preziosi suggerimenti della figlioletta Dawn, interrompere questa catena di delitti e assicurare il colpevole alla giustizia...

## Personaggi principali
- Hugh Westlake, medico di Kenmore
- Dawn Westlake, sua figlia
- Ispettore Cobb, della polizia di Grovestown
- Emily Hilton, dama dell'alta società
- Perdita e Rosalind Lanchester, sue figlie
- George Hilton, fratello di Emily e rinomato Dottore
- Janie Hilton, moglie di George
- Helena Hilton, figlia di George e Janie
- Belle Hilton, sorella di Emily e George
- Kenton-Oakes, marito di Belle e famoso tossicologo
- Vic Roberts, assistente del dottor Hilton
- Lisl Stahl, dottoressa e profuga austriaca
- Nanny, governante di casa Hilton

## Edizioni italiane
- Quelle care figliole, collana I classici del Giallo Mondadori n. 80, Arnoldo Mondadori Editore, gennaio 1950.
- Quelle care figliole, traduzione di Salvatore Beretta, collana I classici del Giallo Mondadori n. 662, Arnoldo Mondadori Editore, giugno 1992, pp. 158.